# 夕方いちばん福岡
『夕方いちばん福岡』（ゆうがたいちばんふくおか）は、1997年9月29日から1999年10月1日までTVQ九州放送で放送されていたローカルニュース番組である。協力：西日本新聞社、日本経済新聞社。